# Coteaux, maisons et caves de Champagne
Les Coteaux, maisons et caves de Champagne sont un bien inscrit sur la liste du patrimoine mondial, en France, par l'UNESCO, le 4 juillet 2015.

## Description
Le site inscrit se compose de trois zones :
- une zone centrale concentre les 14 attributs du dossier (coteaux plantés de vignes, villages viticoles, quartiers industriels et ensembles souterrains) illustrant la valeur universelle exceptionnelle, répartis sur les 3 secteurs des coteaux historiques entre Hautvillers et Mareuil-sur-Ay, de la colline Saint-Nicaise à Reims et de l'avenue de Champagne à Épernay ;
- la zone tampon, ou zone de vigilance, garante de la préservation paysagère autour de la zone centrale ;
- la zone d'engagement concerne l’ensemble de la zone AOC Champagne (319 communes viticoles et Châlons-en-Champagne) et forme un écrin mais aussi un ensemble historique, géographique et paysager cohérent réparti sur les départements de la Marne, de l'Aube, de l'Aisne, de la Haute-Marne et de la Seine-et-Marne.

Les Coteaux, Maisons et Caves de Champagne sont reconnus par l'UNESCO comme un paysage culturel, évolutif et vivant car ils représentent « l’œuvre conjuguée de l’homme et de la nature » (paysage culturel), ayant « atteint sa forme actuelle par association et en réponse à son environnement naturel » (paysage évolutif), qui « conserve un rôle social actif dans la société contemporaine » (paysage vivant).

## Liste des sites inscrits
L'inscription sur la liste du patrimoine mondial retient notamment 14 attributs répartis dans le nord-ouest du département de la Marne.
| Site                                                      | Commune        | Bien - superficie (ha) | Zone tampon - superficie (ha) | Notes                                | Coordonnées                      | Illus. |
| --------------------------------------------------------- | -------------- | ---------------------- | ----------------------------- | ------------------------------------ | -------------------------------- | ------ |
| Coteaux d’Hautvillers                                     | Hautvillers    | 220,67                 | 3 699,12                      |                                      | 49° 04′ 39″ nord, 3° 56′ 46″ est |        |
| Caves coopératives d’Hautvillers                          | Hautvillers    | 4,11                   |                               | Site souterrain.                     | 49° 04′ 42″ nord, 3° 57′ 04″ est |        |
| Cave Thomas                                               | Hautvillers    | 0,49                   |                               | Site souterrain.                     | 49° 04′ 36″ nord, 3° 56′ 11″ est |        |
| Coteaux d’Aÿ                                              | Aÿ             | 439,53                 |                               |                                      | 49° 03′ 34″ nord, 4° 00′ 11″ est |        |
| Caves d’Aÿ                                                | Aÿ             | 57,8                   |                               | Site souterrain.                     | 49° 03′ 21″ nord, 4° 00′ 15″ est |        |
| Coteaux de Mareuil-sur-Aÿ                                 | Mareuil-sur-Aÿ | 44,22                  |                               |                                      | 49° 02′ 46″ nord, 4° 02′ 14″ est |        |
| Caves de Mareuil-sur-Aÿ                                   | Mareuil-sur-Aÿ | 14,69                  |                               | Site souterrain.                     | 49° 02′ 43″ nord, 4° 02′ 17″ est |        |
| Colline Saint-Nicaise                                     | Reims          | 132,3                  | 306,46                        | Comprend le quartier du Chemin-Vert. | 49° 14′ 34″ nord, 4° 03′ 06″ est |        |
| Caves Pommery, Ruinart, Veuve-Clicquot, Charles Heidsieck | Reims          | 62,75                  |                               | Site souterrain.                     | 49° 14′ 27″ nord, 4° 03′ 04″ est |        |
| Caves Taittinger                                          | Reims          | 1,44                   |                               | Site souterrain.                     | 49° 14′ 41″ nord, 4° 02′ 46″ est |        |
| Caves Martel                                              | Reims          | 1,18                   |                               | Site souterrain.                     | 49° 14′ 42″ nord, 4° 02′ 34″ est |        |
| Avenue de Champagne                                       | Épernay        | 52,92                  | 224,85                        |                                      | 49° 02′ 31″ nord, 3° 57′ 57″ est |        |
| Fort Chabrol                                              | Épernay        | 2,48                   |                               |                                      | 49° 03′ 05″ nord, 3° 56′ 57″ est |        |
| Caves de l'avenue de Champagne                            | Épernay        | 66,7                   |                               | Site souterrain.                     | 49° 02′ 27″ nord, 3° 57′ 41″ est |        |